# Покривна градина
Покривната градина представлява градина създадена на покрива на сграда. Освен чисто естетическите предимства растителността, която се отглежда на покрива може да служи за осигуряване на храна, контрол на температурата, хидрологични предимства, подобряване на архитектурата, място за обитаване или коридори за преминаване на диви животни, както и да осигурява редица екологични предимства. Отглеждането на някои храни на покривите на сградите е свързано с така нареченото Градско селско стопанство. Отглеждането на растенията на покривите се извършва като се използват озеленяване на покриви, хидропоника, аеропоника или растения в контейнери.

## Изисквания към строителната част
Предпоставка за изграждане на покривна градина е наличието на масивен покрив с достатъчно голяма товароносимост и добра водонепроницаемост за отводняване. Върху покривната повърхност първоначално се поставя пароизолационен слой. Следва слой топлоизолация и шумоизолационен слой. Като следваща стъпка се поставя водоустойчив слой, устойчив към корените на растенията, изработен от битумни ленти или пластмасово фолио. Върху него се разполагат дренажен слой, пръст, както и и поставени върху слой пясък покривни плочи.

## Галерия
- Вила Арсон
- Вила АрсонVilla Arson
- ACROS Фукуока
- Билковата градина на Националния природонаучен музей Токио
- Малка "Дзен“ градина на покрив
- Покрив с Тлъстига в Стокхолм
- Inari Daimyojin на покрива на Hankyu Department Stores Umeda
- Токио Плаза
- Канал Сити Хаката: търговски център